# Yannick Sagbo
Yannick Sagbo Latte (Marsella, Francia; 12 de abril de 1988) es un futbolista francés que también posee la nacionalidad marfileña. Juega como delantero y su equipo actual es el Al-Mesaimeer SC de la Segunda División de Catar. Fue internacional absoluto por la selección de Costa de Marfil en dos oportunidades.

## Clubes
| Club                               | País       | Año           |
| ---------------------------------- | ---------- | ------------- |
| AS Mónaco                          | Francia    | 2008-2010     |
| Évian Thonon Gaillard FC           | Francia    | 2010-2013     |
| Hull City                          | Inglaterra | 2013-2015     |
| Wolverhampton Wanderers (préstamo) | Inglaterra | 2014          |
| Umm-Salal SC                       | Catar      | 2015-2020     |
| Al-Shamal                          | Catar      | 2020          |
| Umm-Salal SC                       | Catar      | 2020          |
| Al-Shamal                          | Catar      | 2021          |
| Al-Mesaimeer SC                    | Catar      | 2022-presente |

## Selección nacional
Fue miembro de la selección de fútbol sala sub-21 de Francia en 2008.
Integró la selección de fútbol sub-23 de Costa de Marfil que se coronó campeona del Torneo Maurice Revello en 2010.
Posteriormente recibiría dos convocatorias con la selección absoluta de Costa de Marfil.

## Vida personal
Yannick es medio hermano del exfutbolista Guy Demel.